# Геллер, Григорий Михайлович
Григорий (Герш) Михайлович Геллер (5 июня 1945, Чимкент — 12 мая 2025, Иерусалим) — кларнетист, саксофонист, музыкальный педагог. Заслуженный артист Казахской ССР (1986), заслуженный учитель  Казахской ССР
  (1988).

## Биография
В 1966 году окончил Чимкентское музыкальное училище, класс преподавателя Гасана Алиева.
В 1970 окончил Алма-Атинскую консерваторию (класс А. Е. Мовша), с 1970 преподаватель Алма-Атинской консерватории. В Алма-Ате также работал в знаменитом вокально-инструментальном ансамбля «Медео».
Основатель ансамбля «Сакс хорус», пользовавшийся в своё время огромным успехом не только в Казахстане.
С 1990 года жил и работал в Израиле, профессор Иерусалимской академии музыки и танца имени С. Рубина. Основатель и руководитель известного на весь мир ансамбля саксофонов «Иерусалимские саксофоны». Коллектив с успехом гастролировал во многих странах мира: США, Россия, Норвегия, Финляндия, Индия, Швеция, Беларусь и других странах. Этот коллектив успешно выступил на праздничном концерте в честь юбилея Москвы, а затем по приглашению отдела культуры города Москвы ещё четыре раза выступал в концертами в Кремле. Ансамблем записано пять дисков.
Среди учеников:
- Руслан Бабажанов — лауреат международного конкурса музыкантов-исполнителей на духовых инструментах.
- Батырхан Шукенов — певец, композитор, поэт, саксофонист, заслуженный деятель искусств Казахстана. Посол доброй воли ЮНИСЕФ в Казахстане.
- Игорь Шубин — преподаватель класса саксофона Алма-Атинской академии музыки им. Курмангазы, лауреат фестиваля творческой молодёжи «Жигер».
- Мааян Смит — лауреат международного конкурсе саксофонистов в Бельгии в городе Динан, трижды лауреат музыкальных конкурсов в Израиле, лауреат московского конкурса «Хрустальная нота» (среди участников из 58-ми стран, первый израильтянин — победитель конкурса).
- Ицик Вайсмель — дипломант международного конкурса классических саксофонистов во Франции, лауреат премии престижного израильского конкурса молодых музыкантов «Маэстро».

Ученики Григория (Герша) Геллера работают по всему миру: в Австралии, Англии, США, России, Украине и других странах.
Умер 12 мая 2025 года в Иерусалиме.